# 김한목
김한목(金漢睦, 일본식 이름: 平野漢睦히라노 간보쿠, 1872년 6월 9일 ~ 1941년 8월 13일)은 대한제국, 일제강점기의 관료이다.

## 생애
1895년 8월부터 1897년 3월까지 대구우체사 주사로 근무했으며 1899년 일본에서 양잠을 배우고 귀국했다. 1900년 12월부터 1901년 5월까지 농상공부 기수, 1901년 5월부터 6월까지 대한제국 중추원 의관을 역임했고 1904년 4월 농상공부 광산국장, 1904년 10월 내부 참서관을 역임했다. 1905년 3월부터 10월까지 그리고 1906년 1월까지 경기도 시흥군수를 역임했으며 1906년 11월 경기관찰도 참서관, 1908년 1월 경기관찰도 사무관을 역임했다.
1910년 11월부터 1912년 3월까지 조선총독부 취조국 위원으로 근무했으며 구관조사에 관한 사무 촉탁(1912년 4월), 조선총독부 중추원 촉탁(1914년 ~ 1920년), 조선어사전 심사위원(1918년 1월 ~ 12월), 구관심사위원회 위원(1918년 10월), 고적조사위원회 위원(1919년 6월 ~ 1927년), 구관급제도조사위원회 위원(1921년 6월 ~ 1924년)을 역임했다. 1920년 2월 16일부터 1921년까지 조선총독부 중추원 부찬의, 1921년 4월 28일부터 1927년 4월 26일까지 조선총독부 중추원 참의를 역임했고 1921년 4월 경성일보사가 주최한 내지관광단 단장으로 일본을 방문하기도 했다. 1924년 4월 동민회 평의원, 1925년 5월부터 1926년까지 조선불교단 평의원을 역임했으며 1929년 5월 조선박람회 평의원, 1931년 6월 충청북도 명륜회연합회 회장을 역임했다.
1927년 6월 2일부터 1932년 2월 13일까지 충청북도 참여관을 역임했으며 1928년 11월 16일 일본 정부로부터 쇼와대례기념장을 받았다. 1930년 8월 12일 '훈로가 적지 않고 서훈 내칙에 적합하며 성적이 현저하다'고 인정되어 훈6등 서보장을 받았고 1931년 3월 31일 고등관 3등, 1931년 6월 1일 종5위에 각각 서위되었다. 1939년 6월 3일부터 1941년 8월 13일 사망할 때까지 조선총독부 중추원 참의를 다시 역임했다. 친일파 708인 명단의 중추원 부문, 도 참여관 부문, 민족문제연구소의 친일인명사전 수록자 명단의 중추원 부문, 관료 부문, 친일반민족행위진상규명위원회가 발표한 친일반민족행위 705인 명단에 포함되었다.

## 참고자료
- 친일반민족행위진상규명위원회 (2009). 〈김한목〉. 《친일반민족행위진상규명 보고서 Ⅳ-4》. 서울. 612~627쪽.